# Zabić księdza
Zabić księdza (ang. To Kill a Priest) – amerykańsko-francuski film fabularny z 1988 roku, w reżyserii Agnieszki Holland. Premiera filmu miała miejsce 13 października 1989. Film powstał na podstawie wydarzeń związanych z zabójstwem księdza Jerzego Popiełuszki.

## Obsada
- Christopher Lambert − ksiądz Alek
- Ed Harris − Stefan
- Joss Ackland − pułkownik
- David Suchet − biskup
- Tim Roth − Feliks
- Timothy Spall − Igor
- Pete Postlethwaite − Józef
- Cherie Lunghi − Halina
- Joanne Whalley-Kilmer − Anna (żona Józefa)
- Charles Condou − Mirek
- Wojciech Pszoniak − grający w brydża
- Eugeniusz Priwieziencew − SB-ek, członek grupy Stefana